# Smyki
Smyki (ang. Tweenies) – serial edukacyjny brytyjskiej produkcji, przeznaczony dla dzieci w wieku przedszkolnym.
W 2003 roku nagrano kontynuację serialu o nazwie Be safe with the Tweenies.

## Obsada

### Obsada serialu „Smyki”[2]

#### Głosy
- Sally Preisig – Bella (seria I i II)
- Emma Weaver – Bella (serie III-VII)
- Bob Golding – Milo, Max
- Colleen Daley – Fizz, Izzles
- Justin Fletcher – Jake, Doodles
- Sinead Rushe – Judy

#### W kostiumach postaci
- Tasmin Heatley – Bella
- C.H. Beck – Milo
- Jenny Hutchinson – Fizz (1999–2000)
- Angela Reynolds – Fizz (2000–2001)
- Francesca Anderson – Fizz (2001–2002)
- Samantha Dood – Jake
- Simon Grover – Max, Judy
- Alan Riley – Doodles
- Fiona Watkins – Izzles

## Wersja polska

### Seria I i II
Wersja polska: na zlecenie BBC Worldwide – Master Film

Reżyseria:
- Barbara Sołtysik (odc. 2, 4, 15-17, 20-21),
- Elżbieta Jeżewska

Dialogi:
- Elżbieta Kowalska (odc. 2),
- Wojciech Szymański (odc. 4),
- Dorota Filipek-Załęska (odc. 15),
- Maria Horodecka (odc. 16-17, 20),
- Dariusz Paprocki (odc. 21)

Dźwięk:
- Aneta Michalczyk-Falana (odc. 2, 4, 15-16),
- Jakub Lenarczyk (odc. 4, 17, 20-21),
- Izabella Waszkiewicz (odc. 15-17, 20-21)

Montaż: Gabriela Turant-Wiśniewska

Kierownictwo produkcji: Romuald Cieślak (odc. 1-4, 15-17, 20-21)

Teksty piosenek:
- Andrzej Brzeski (odc. 1-4, 15-17, 20),
- Dariusz Paprocki (odc. 21)

Opracowanie muzyczne:
- Eugeniusz Majchrzak (odc. 1-4, 15-17),
- Piotr Gogol (odc. 20-21),

Wystąpili:
- Katarzyna Łaska – Fizz
- Brygida Turowska – Bella (odc.1 i 2)
- Lucyna Malec – Bella (odc. 3-182)
- Adam Krylik – Jake (odc.1 i 2)
- Mateusz Narloch – Jake (odc. 3-182)
- Jakub Molęda – Milo
- Joanna Węgrzynowska – Judy
- Jarosław Boberek – Doodles
- Marek Barbasiewicz – Max
- Tomasz Steciuk – Pająk (odc. 2)
- Ewa Serwa – Jemini (odc. 4)
- Monika Pikuła – Policjantka (odc. 32)
- Julia Kołakowska

### Seria III i IV
Wersja polska: Studio Sonica – na zlecenie BBC Worldwide (odc. 53-78) / Studio Sonica (odc. 79-182)

Reżyseria:
- Miriam Aleksandrowicz (odc. 53-78),
- Magdalena Gnatowska (odc. 79-182)

Dialogi:
- Anna Dagler (odc. 56),
- Michał Głowacki (s.III odc. 12-15, 17-20, s.IV odc. 1-10, 16,17 s.V odc. 1-18, 21-26, s.VI odc. 4-10,11,12,13,18,19,20,25,26, s.VII odc. 1-5, 11-15, 24-26)
- Olga Szlachcic

Dźwięk:
- Jarek Wójcik (odc. 56, 69, 97),
- Anna Żarnecka (odc. 56, 64, 69),
- Jakub Jęczmionka (odc. 64),
- Maciej Brzeziński (odc. 97)

Teksty piosenek: Marek Krejzler i Andrzej Brzeski

Kierownictwo produkcji: Dorota Furtak

Opracowanie muzyczne: Marek Krejzler i Eugeniusz Majchrzak

Wystąpili:
- Lucyna Malec – Bella
- Jakub Molęda – Milo
- Katarzyna Łaska – Fizz
- Marek Barbasiewicz – Max
- Mateusz Narloch – Jake
- Joanna Węgrzynowska – Judy
- Jarosław Boberek – Doodles
- Wojciech Socha – różne głosy
- Marzena Rogalska – Izzles

## Bohaterowie

### Bella
Dziewczynka, która jest największa. Ubrana jest w żółtą bluzkę, gdzie na środku ma czerwony kwiatuszek, oraz nosi czerwone buty. Kolor jej twarzy jest niebieski. Pod swoją bluzką ma czerwoną koszulę, w żółte kwiatki. Jest ona przemądrzała i ciągle wytyka innym błędy. Lubi się kłócić. Obraża najczęściej Jake’a i Milo. Ma krótkie blond włosy, które co jakiś czas „wkłada za uszy” (choć i tak są za uszami).

### Milo
Chłopiec. Nosi niebieską bluzę ze znakiem na sercu i spodenki, oraz białe buty. Kolor jego twarzy jest fioletowy. Ma włosy „na jeża”.
Lubi wszystko związane z: UFO, kosmosem, motoryzacją jest dość energicznym chłopcem.

### Fizz
Dziewczynka. Nosi różowe buty, różową koszulę w jasnoróżowe kwiatki, oraz taką samą spódniczkę. Na włosach ma koraliki. Kolor jej twarzy jest żółty.

### Jake
Chłopiec, który jest najmniejszy. Nosi niebieskie buty, niebieską bluzkę w żółte kropki, oraz niebieskie spodenki. Kolor jego twarzy jest pomarańczowy. Ma żółte włosy, „na koguta”.

### Max
Jest opiekunem reszty Smyków. Kolor jego twarzy jest różowy. Jest dość stary, można wywnioskować to patrząc na jego ubiór, fryzurę (a raczej częściowy jej zanik) oraz kolor jego włosów.

### Judy
Jest opiekunką reszty Smyków. Kolor jej twarzy jest zielony. Nosi zieloną bluzę z kieszenią na środku, oraz różowe buty, ale jaśniejsze od Fizz.

### Doodles
Jest psem Smyków płci męskiej. Jest czerwony w żółte łaty.

### Izlles
Jest psem Smyków płci żeńskiej. Jest fioletowa w kremowe łaty.

## Kontrowersje
- 20 stycznia 2013, BBC w Wielkiej Brytanii wyemitowało odcinek programu o nazwie „Favourite Songs” (pol. ulubione piosenki). Po emisji programu, telewizja otrzymała 216 skarg, z powodu sceny, w której postać Maxa przebiera się za kontrowersyjnego prezentera – Jimmy’ego Saville’a[3].

## Odcinki
- I seria – premiera 4 grudnia 2000, 2 grudnia 2007,
- II seria – premiera 3 września 2001, 3 marca 2008,
- III seria – premiera 23 maja 2003, 26 maja 2008.

### Spis odcinków
| Nr             | Polski tytuł                   | Opis | Angielski tytuł                 |
| -------------- | ------------------------------ | --- | ------------------------------- |
| SERIA PIERWSZA |                                | |                                 |
| 1              | Kapela Smyków                  | Smyki postanawiają założyć zespół muzyczny. | Tweenie Band                    |
| 2              | Pająk                          | Jake pokonuje strach przed pająkami. | Spider                          |
| 3              | Ja, jestem ja                  | Smyki odkrywają, że każdy człowiek jest ważny. | I Am Me                         |
| 4              | Stary dom                      | Max zabiera przyjaciół do bardzo starego domu. | Old House                       |
| 5              | Boję się                       | Smyki boją się dobiegających skądś dźwięków. | I’m Scared                      |
| 6              | Zwinne paluszki                | Smyki obserwują swoje palce i dłonie. | Wriggling Fingers               |
| 7              | Syreny                         | Smyki rozmawiają o syrenach. | Mermaids                        |
| 8              | Balet                          | Fizz uczy inne smyki baletu. | Ballet                          |
| 9              | Zgubiłem swój pociąg           | Jake gubi swój pociąg – zabawkę i wszyscy pomagają w poszukiwaniach.                                                                                                  | I’ve Lost My Train              |
| 10             | Kamyki                         | Judy zabiera Bellę i Milo na plażę. Bohaterowie postanawiają poszukać ładnych kamyczków.                                                                              | Pebbles                         |
| 11             | Telefon                        | Okazuje się, że telefon to bardzo przydatna rzecz. | Telephone                       |
| 12             | Jestem za mały                 | Jake uczy się, że bycie małym ma swoje dobre strony. | I’m Too Small                   |
| 13             | Staw skalny                    | Max zabiera ze sobą przyjaciół i wszyscy idą obserwować strumyki. | Rockpool                        |
| 14             | To nie ja!                     | Bella przyznaje, że dopuściła się drobnego kłamstwa. | It Wasn’t Me!                   |
| 15             | Hałas i cisza                  | Milo jest dzisiaj w nastroju do głośnego zachowywania. | Noise & Quiet                   |
| 16             | Fatalny nastrój                | Milo jest w złym humorze, ponieważ czuje się bardzo zmęczony. | Bad Mood                        |
| 17             | Piłka                          | Smyki postanawiają zagrać w piłkę. | Ball                            |
| 18             | Kolory                         | Jake zostaje superbohaterem i sprawia, że ogród znów jest pełen kolorów.                                                                                              | Colours                         |
| 19             | Góra i dół                     | Smyki odkrywają, jak to jest być nad czymś lub pod czymś. | Over & Under                    |
| 20             | Magiczna tęcza                 | Fizz widzi tęczę, która stanowi tło dzisiejszego programu. | Rainbow Magic                   |
| 21             | Smok                           | Odważny Sir Milo spotka w ogrodzie smoka. | Dragon                          |
| 22             | Plastelina                     | Smyki bawią się gliną. | Modelling Clay                  |
| 23             | Zagubiona żabka                | Smyki znajdują w ogrodzie żabę. Zanoszą ją do stawu w parku. | Lost Frog                       |
| 24             | Zaplątani                      | Smyki mają pewien problem... Kto im pomoże? | Stuck Together                  |
| 25             | Cebulki                        | Smyki uczą się sadzić kwiaty i dbać o nie. | Growing Bulbs                   |
| 26             | Błyszczący metal               | Smyki przyglądają się świecidełkom | Shiny Metal                     |
| SERIA DRUGA    |                                | |                                 |
| 1              | Duże i małe                    | Smyki badają duże i małe rzeczy. | Big & Small                     |
| 2              | Urodziny                       | Dzisiaj są urodziny Fizz. Właśnie kończy cztery lata. Przyjaciele organizują przyjęcie.                                                                               | Birthday                        |
| 3              | Foldery                        | Max nie może się zdecydować, gdzie chciałby wyjechać na wakacje. | Sheets                          |
| 4              | Piasek                         | Judy zabiera Mila i Jake’a na plażę pełną piasku. | Sand                            |
| 5              | Tańczące zwierzaki             | Smyki przebierają się za zwierzęta. | Animal Dancers                  |
| 6              | Policja                        | Bella, Milo i Max spędzają dzień w towarzystwie policjantów. | Police                          |
| 7              | Drukarka                       | Smyki postanawiają zrobić Judy niespodziankę. | Printing                        |
| 8              | Koła                           | Milo zgubił koło i prosi smyki, by pomogły mu je znaleźć. Podczas poszukiwań, smyki znajdują dużo rzeczy – jedne nich się toczą, inne nie.                            | Rolling                         |
| 9              | Smyki i deszcz                 | Deszcz sprawia, że piknikowe plany smyków muszą ulec zmianie. Okazuje się jednak, że w deszczu również można się świetnie bawić!                                      | Rainy Day                       |
| 10             | Tekturowe pudło                | Smykom znudziły się ich zabawki. Max proponuje zabawę kartonami, które zostawił w ogrodzie.                                                                           | Cardboard Box                   |
| 11             | Opieka nad pupilkiem           | Smyki uczą się opiekować zwierzętami. | Caring for a Pet                |
| 12             | Sweter                         | Sweter Mila zaczepia się o coś i rozdziera... | Woolly Jumper                   |
| 13             | Wróżki                         | Bella zrobi wszystko, by zostać wróżką... | Fairies                         |
| 14             | Barka                          | Smyki wyruszają w podróż małą łodzią... | Canal Boat                      |
| 15             | Ciepłe i zimne                 | Smyki dowiadują się wszystkiego na temat ciepłych i zimnych rzeczy.                                                                                                   | Hot & Cold                      |
| 16             | Czkawka                        | Milo dostaje czkawki z powodu pośpiechu. Przyjaciele chcą mu pomóc. Zastanawiają się również, co to jest czkawka i dlaczego przychodzi oraz dokąd później pójdzie.    | Hiccups                         |
| 17             | Idź sobie, Bella!              | Bella przeszkadza wszystkim w zabawie, a nieco później wpada na świetny pomysł.                                                                                       | Go Away, Bella!                 |
| 18             | Łąka                           | Max jedzie na wycieczkę za miasto i zabiera ze sobą kamerę wideo, by pokazać Smykom, co to jest „łąka”.                                                               | Meadow                          |
| 19             | Bańka                          | Jake ma nową zabawkę – witrak, ale nie rozumie zasad jego działania.                                                                                                  | Blow                            |
| 20             | Nie da rady                    | Smyki uczą się starać... jeszcze raz, i jeszcze raz! | I Can’t Do It                   |
| 21             | Liść                           | Milo znajduje liść na swojej kurtce, a Judy idzie do parku, by znaleźć drzewo, z którego spadł.                                                                       | Leaves                          |
| 22             | Klaun Milo                     | Smyki bawią się w cyrk. | Milo the Clown                  |
| 23             | Śmieci                         | Smyki dowiadują się wszystkiego o odpadkach. | Litter                          |
| 24             | But                            | Smyki bawią się z butami. | Disappearing Shoes              |
| 25             | Zejdż na dół Doodles           | Doodles utyka na drzewie. | Get Down, Doodles!              |
| 26             | Godzenie się                   | Milo i Bella choć są przyjaciółmi kłócą się. | Making Up                       |
| SERIA TRZECIA  |                                | |                                 |
| 1              | Woda                           | Jake wyobraża sobie, że w jego pokoju jest powódź. | Water                           |
| 2              | Poczuj to!                     | Smyki oglądają i badają różne materiały. | Feel It                         |
| 3              | Czas mleka                     | Judy odwiedza farmę i pokazuje Smykom, skąd bierze się mleko. | Milking                         |
| 4              | Kosmos                         | Smyki dowiadują się, czym jest przestrzeń. | Space                           |
| 5              | Wizyta w szpitalu              | Fizz zraniła się w rękę. Judy zabiera ją do szpitala. | Hospital Visit                  |
| 6              | Kawiarenka                     | Max odwiedza kawiarenkę, a Smyki otwierają własną kawiarnię. | Café                            |
| 7              | Ucięty palec                   | Jake zranił się w palec. Wszyscy chcą mu pomóc. | Cut Finger                      |
| 8              | Skuter                         | Smyki uczą się wszystkiego na temat równowagi. Zwłaszcza Milo. | Milo’s Scooter                  |
| 9              | Okrąg                          | Smyki znajdują wszędzie okręgi. | It’s a Circle                   |
| 10             | Minismyki                      | Fizz zna magiczne słowo, które potrafi zmniejszyć Smyki. | Oh, Oh, I’m Shrinking           |
| 11             | Żniwa                          | Max odkrywa, w jaki sposób pszenica zamienia się w mąkę. | Harvest                         |
| 12             | Placki                         | Naleśniki dla Smyków! | Pancake Day                     |
| 13             | Jeden, dwa, trzy, cztery, pięć | Wszyscy pomagają Jake’owi nauczyć się liczyć do pięciu. | 1, 2, 3, 4, 5                   |
| 14             | W tył i w przód                | Wszyscy pomagają Jake’owi zrozumieć, co to znaczy być „w czymś” i „poza czymś”.                                                                                       | In & Out                        |
| 15             | Nie ma książek                 | Gdzie się podziały wszystkie książki z obrazkami?! | What?! No Books!                |
| 16             | Kamuflaż                       | Bella przynosi swojego patyczaka, a Milo ukrywa się pod kocykiem. | Camouflage                      |
| 17             | Podróż pociągiem               | Max opowiada Smykom o swojej podróży pociągiem. | Train Journey                   |
| 18             | Mroźny dzień                   | W odwiedziny do Smyków wpada Jack Frost. | Frosty Day                      |
| 19             | Wymyślony przyjaciel           | Wszystkie Smyki są zaintrygowane nowym, wyimaginowanym przyjacielem Jake’a.                                                                                           | Pretend Friend                  |
| 20             | Mosty                          | Smyki badają wszystko, co jest związane z mostami i rzeką. | Bridges                         |
| 21             | Bransoletka                    | Korale Belli zerwały się. Wszędzie pospadały koraliki, których teraz pomagają szukać inne Smyki.                                                                      | Bracelet                        |
| 22             | Budowa domów                   | Smyki dowiadują się wszystkiego o budowaniu wież. | Building Blocks                 |
| 23             | Choroba Jake’a                 | Jake ma ospę wietrzną. Kiedy się nudzi, przypomina sobie jak bawił się z przyjaciółmi.                                                                                | Jake’s III (albo III in Bed)    |
| 24             | Gwiazdka z nieba               | Czas popracować nad świątecznymi dekoracjami. | Fallen Star                     |
| 25             | Świąteczna wróżka              | Przyszła pora na dekorowanie choinki. Bella chce być aniołkiem na wierzchołku drzewka.                                                                                | Christmas Fairy                 |
| 26             | Pomocnik świętego Mikołaja     | Jake spotyka elfa, a smyki wymieniają się prezentami. | Santa’s Little Helper           |
| Seria Czwarta  |                                | |                                 |
| 1              | Narodziny                      | Smyki poznają opowieść bożonarodzeniową. | Nativity                        |
| 2              | Gwiazdka                       | Smyki wybierają się w podróż saniami Świętego Mikołaja. | Christmas Eve                   |
| 3              | Sklep na rogu                  | Judy odwiedza sklepik na rogu. | Corner Shop                     |
| 4              | Tam nie wolno!                 | Smyki uczą się przestrzegania zasad. | Can’t Go there                  |
| 5              | Znaki                          | Smyki poznają znaki drogowe. | Signs                           |
| 6              | Nocowanie                      | Bella nocuje u Fizz. | Sleep Over                      |
| 7              | Supermarket                    | Max wybiera się na zakupy do supermarketu. | Supermarket                     |
| 8              | Telewizja                      | Smyki zakładają własną stację telewizyjną, Smykowizję. | Television (albo TV)            |
| 9              | Przejażdżka                    | Judy gubi nowe zabawki Smyków podczas jazdy autobusem. | Bus Ride                        |
| 10             | Szybkie i wolne                | Smyki poznają szybkie i wolne zwierzęta. | Fast & Slow                     |
| 11             | Czerwony Kapturek              | Bella zostaje Czerwonym Kapturkiem podczas odegrania tej opowieści przez Smyki.                                                                                       | Red Riding Hood                 |
| 12             | Śmieciarka                     | Samolot Milo zostaje przypadkowo wyrzucony do śmieci. Podczas gdy Bella, Fizz i Max sortują odpadki Judy zabiera Milo i Jake’a na wysypisko, aby go odnaleźć.         | Dustcart                        |
| 13             | Stara fotografia               | Judy pokazuje reszcie zdjęcie swojej prababci. Smyki dowiadują się jak żyli ludzie w dawnych czasach i organizują własną rewię mody.                                  | Old Photograph                  |
| 14             | Kwadratowy świat               | Bella zakłada Klub Kwadrat. Członkowie klubu dowiadują się wiele ciekawostek na temat kwadratów.                                                                      | Square Things                   |
| 15             | Latanie                        | Max zabiera Fizz i Milo do Muzeum Lotnictwa. Oglądają tam różne modele samolotów i wybierają się w podniebną podróż.                                                  | Flying                          |
| 16             | Elfy                           | Judy ma dziś dużo do zrobienia. Ciekawe, czy może liczyć na pomoc elfów?                                                                                              | Elves                           |
| 17             | Kamienie                       | Milo pokazuje reszcie Smyków swój magiczny kamień. Później wszyscy malują kamienie.                                                                                   | Stones                          |
| 18             | Wiosna                         | Bella, Jake i Max wybierają się na poszukiwania oznaków wiosny. | Spring                          |
| 19             | Lato                           | Max przenosi się na plażę i pokazuje Smykom co można robić latem. | Summer                          |
| 20             | Jesień                         | Smyki dowiadują się co to znaczy, że liście spadają z drzew. | Autumn                          |
| 21             | Zima                           | Max zabiera Jake’a i Fizz na dwór, by mogli zaczerpnąć świeżego powietrza. Będą zbierać gałęzie, liście i szyszki by później stworzyć obrazek.                        | Winter                          |
| 22             | Zoo                            | Jake spóźnia się na wspólne wyjście Smyków do zoo. | Zoo                             |
| 23             | Alladyn                        | Smyki opowiadają pouczającą historię o Alladynie. | Alladin                         |
| 24             | Przedstawienie kukiełkowe      | Smyki robią kukiełki i wystawiają przedstawienie. | Puppet Show                     |
| 25             | Gwizdanie                      | Max i Judy próbują nauczyć Smyki gwizdać. | Whistling                       |
| 26             | Stare i nowe                   | Smyki uczą się, że stare nie oznacza złe. | Old & New                       |
| Seria Piąta    |                                | |                                 |
| 1              | Muzeum Dinozaurów              | Max zabiera kamerę Smyków, aby sfilmować modele dinozaurów. | Dinosaurs                       |
| 2              | Porzucona                      | Jake, Milo i Fizz bawią się dziś bez Belli. | Left Out                        |
| 3              | Dźwięki                        | Smyki nagrywają i odtwarzają różne odgłosy. | Sounds                          |
| 4              | Czarodzieje                    | Jake za pomocą magicznej różdżki sprawia, że Doodles znika. | Wizards (albo Where’s Doodles?) |
| 5              | Popychanie                     | Podczas gdy Doodles zaklinował się w drzwiach Smyki popychają i naciskają różne przedmioty.                                                                           | Pushing                         |
| 6              | Na wsi                         | Bella, Jake i Max wybierają się na wieś. Podczas wycieczki spotykają m.in. konie, krowy i traktor.                                                                    | Country Road                    |
| 7              | Owieczki                       | Max zabiera Jake’a i Fizz na farmę, by zobaczyć owce. | Lambing                         |
| 8              | Tajemnica                      | Milo ukrywa przed pozostałymi Smykami zawartość swojego pudełka. | It’s a Secret                   |
| 9              | Królik i słoń                  | Smyki na podstawie opowieści dowiadują się, że mały króliczek jest mądrzejszy od wielkiego słonia.                                                                    | Rabbits and Elephants           |
| 10             | Wietrzny dzień                 | Smyki boją się głośno wiejącego wiatru. Później jednak dowiadują się, że jest wiele zabaw do wykonywania na wietrze.                                                  | Windy day                       |
| 11             | Strumień                       | Max idzie łowić ryby nad strumień. Zabiera też aparat do wykonywania zdjęć przyrodniczych.                                                                            | Stream                          |
| 12             | Przyjaciele                    | Smyki uczą się, co to znaczy prawdziwa przyjaźń. | Friends                         |
| 13             | Spacer po wsi                  | Judy idzie na wieś, by zaopiekować się gospodarstwem swojej przyjaciółki. Przy okazji filmuje kamerą wiejskie widoki, zwierzęta i traktor.                            | A Walk in the Country           |
| 14             | Spacer przez miasto            | Max wychodzi na miasto. Wstąpi m.in. do pralni, biblioteki i cukierni.                                                                                                | A Walk in the town              |
| 15             | Mysz                           | Coś przestraszyło Doodlesa. Okazuje się, że u Smyków zagnieździła się mysz.                                                                                           | Mouse                           |
| 16             | Bestyjki                       | Smyki poszukują w ogrodzie małych zwierzątek. Fizz bardzo chciałaby znaleźć motyla. Wkrótce jej marzenie się spełni.                                                  | Mini-Beasts                     |
| 17             | Kwiaty                         | Judy wychodzi z Bellą i Milo na spacer do parku. Postanawiają poszukać rosnących tam kwiatów. Uczą się również dbania o nie.                                          | Flowers                         |
| 18             | Takie są zasady!               | Jake przyznaje że oszukiwał podglądając podczas zabawy w chowanego.                                                                                                   | Those are the Rules             |
| 19             | Dzień sportu                   | Smyki organizują własny dzień sportu i ruszają do boju jako wysłannicy różnych państw.                                                                                | Tweenies Sports Day             |
| 20             | Papier                         | Dzisiejszego dnia Smyki bawią się papierem. Ale Jake bardzo smutny.                                                                                                   | Paper                           |
| 21             | Straż Pożarna                  | Judy, Fizz i Milo odwiedzają remizę strażacką i uczą się jak pracuje strażak.                                                                                         | Fire Engine                     |
| 22             | Sprzątanie                     | Milo gubi swoją piłeczkę do odbijania. Podczas poszukiwań Smyki robią ogromny bałagan, który trzeba później posprzątać.                                               | Tidying                         |
| 23             | Klify                          | Judy wychodzi na spacer nad morze i ogląda widoki ze szczytu klifów.                                                                                                  | Cliffs                          |
| 24             | Pamiętnik Fizz                 | Fizz za pomocą pamiętnika przypomina Jake’owi wspólne zabawy Smyków.                                                                                                  | Fizz’s Scrapbook                |
| 25             | Podwodny Świat                 | Wszystkie Smyki wychodzą do oceanarium, w celu zbadania życia żyjących tam morskich stworów.                                                                          | Undersea World                  |
| 26             | Niegrzeczne Smyki              | Milo przypomina sobie dni, kiedy Smyki były niegrzeczne. | Milo’s Orange                   |
| Seria Szósta   |                                | |                                 |
| 1              | Lusterko                       | Fizz szuka lustra aby móc się w nim przejrzeć. | Mirror, Mirror                  |
| 2              | Magia Doodlesa                 | Podczas nieobecności Smyków Doodles udowadnia, że psy mogą robić to samo co ludzie.                                                                                   | Oodles of Doodles               |
| 3              | Konie                          | Judy idzie na spacer i spotyka wiele przepięknych rasowych koników. Niektóre z nich ciągną pojazdy, inne pracują. Są też takie które służą jako zabawki.              | Horses                          |
| 4              | Magiczne magnesy               | Milo pokazuje reszcie sztuczkę z użyciem magnesów. Smyki poznają również inne ich zastosowanie.                                                                       | Magic Magnets                   |
| 5              | Balon Jake’a                   | Jake znajduje w ogrodzie Smyków balon, który bierze udział w konkursie balonów. Chłopiec zaprzyjaźnia się z nim i razem wylatują w podniebną podróż.                  | Balloons                        |
| 6              | Piraci                         | Smyki przebierają się za załogę piratów, wybierają się na rejs statkiem pirackim i szukają zaginionego skarbu.                                                        | Pirates                         |
| 7              | Zamek                          | Max przebrany za średniowiecznego króla zwiedza pewien stary zamek.                                                                                                   | Castles                         |
| 8              | Dinozaur Fizz                  | Fizz ma swoją wierną przyjaciółkę, która pochodzi z magicznej krainy dinozaurów.                                                                                      | Fizz’s Dinosaur                 |
| 9              | Jajka                          | Milo przez przypadek rozbija jajka, które Judy przynosi ze sklepu. Próbując to naprawić on i reszta dowiadują się skąd biorą się jajka i jakie jest ich zastosowanie. | Eggs                            |
| 10             | Kichanie                       | Jake pomaga Maksowi w wycieraniu kurzu i doprowadza do serii kichania wśród pozostałych Smyków.                                                                       | Sneezing                        |
| 11             | Max majsterkowicz              | Max chce zbudować dla Smyków domek na drzewie. W tym celu jedzie do sklepu kupić niezbędne rzeczy i bierze się do pracy. Ale Jake nie umiem.                          | Max’s DIY Day                   |
| 12             | Łączenie kropek                | Max wymyśla dla Smyków nową bardzo ciekawą zabawę. Muszą połączyć kropki z cyferkami w kolejności aby stworzyć obrazek. Ale Jake nie umiem.                           | Dot to Dot                      |
| 13             | Zaginiony                      | Doodles zniknął. Smyki przebierają się za detektywów i szukają śladów porwania.                                                                                       | Missing                         |
| 14             | Trąbka                         | Smyki zakładają swoją orkiestrę. Jake postanawia zagrać na trąbce. Wkrótce dochodzi do nieszczęśliwego wypadku.                                                       | Trumpet                         |
| 15             | Leniwy dzień                   | Smyki urządzają sobie leniwy dzień w ogrodzie. | Lazy                            |
| 16             | Żyrafy                         | Żyrafy to bardzo duże i wysokie zwierzęta. Smyki chcą dziś być równie wyższe. W tym celu mierzą swój wzrost.                                                          | Giraffes                        |
| 17             | Klaskanie                      | Smyki dowiadują się czym jest klaskanie, a Fizz i Jake organizują pokaz tańca flamenco.                                                                               | Clapping                        |
| 18             | Odgłosy                        | Dziś wszyscy robią sobie nawzajem przeróżne żarty. | Practical Jokes                 |
| 19             | Obrazy Judy                    | Judy idzie do parku i wykonuje przepiękny obraz scenerii wokół. | Judy’s Painting                 |
| 20             | Brudne ręce                    | Po zabawach w ziemi Milo zapomina umyć ręce, przez co poduszka Fizz jest bardzo brudna.                                                                               | Dirty Hands                     |
| 21             | Moc pingwinów                  | Milo dostaje w prezencie kostium pingwina. Postanawia, że dziś będzie się zachowywał tak samo jak one. Wkrótce zaczyna to wszystkim przeszkadzać.                     | Penguin Power                   |
| 22             | Urodziny Maxa                  | Fizz dyskretnie dowiaduje się, że dziś są urodziny Maxa i wszyscy o nich zapomnieli. Zaczynają się gorączkowe przygotowania.                                          | Max’s Birthday                  |
| 23             | Latarnia morska                | Max płynie statkiem na położoną na wysepce latarnie morską. Zamierza pomóc swojemu przyjacielowi w trudnej pracy latarnika.                                           | Lighthouse                      |
| 24             | Mieszanie kolorów              | Smyki mają problem, gdyż brakuje im kolorów. Postanawiają pomieszać je ze sobą, by powstawały nowe.                                                                   | Mixing Colours                  |
| 25             | Nie lubię tego                 | Fizz uważa, że nie lubi wielu smakołyków. Podczas zabawy w próbowanie okazuje się, że jest jednak coś, co dziewczynce bardzo smakuje.                                 | I Don’t Like That               |